# Anévrisme de la veine de Galien

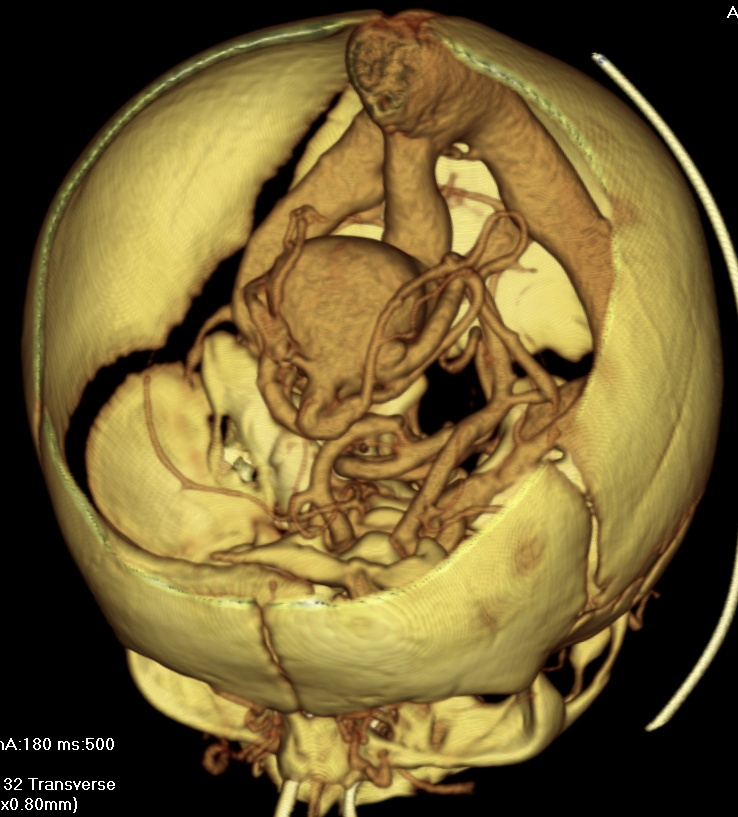
Reconstitution en 3D d'une malformation de la veine de Galien

L'anévrisme de la veine de Galien est une maladie rare. La dilatation de la grande veine cérébrale du Galien est un résultat secondaire à la force du sang artériel sur les vaisseaux, soit directement d'une artère par une fistule artério-veineuse ou au moyen d'une veine tributaire qui reçoit le sang directement de l'artère. C'est la plus fréquente des malformations artério-veineuses chez les fœtus et les nourrissons,.

## Description
C'est une malformation associant des anomalies de la paroi des vaisseaux cérébraux avec des communications anormales entre les artères et les veines, qui est mortelle dans 50 à 90 % des cas.
Cette malformation, plus fréquente chez le garçon, qui est caractérisée par la dilatation d'une veine embryonnaire qui est précurseur de la veine de Galien.
Environ 10% des malformations anévrismales de la veine de Galien sont liées à des mutations du gène EPHB4.

## Différentes formes
Cinq formes différentes ont été décrites.